# Gig Harbor
Gig Harbor ist eine Stadt im Pierce County im US-amerikanischen Bundesstaat Washington. Gig Harbor liegt im Puget Sound, einer rund 150 km langen, inselreichen und weitverzweigten fjordartigen Meeresbucht im Nordwesten Washingtons. Die Stadt hat 12.029 Einwohner (Stand: Volkszählung 2020) und liegt ungefähr eine Autostunde von Seattle entfernt.

## Geschichte
Im Jahr 1840 steuerte der amerikanische Marineoffizier und Polarforscher Charles Wilkes seine Gig – ein kleines Ruder-Beiboot – während eines schweren Sturmes im Puget Sound in einen natürlichen Hafen. Auf einer 1841 veröffentlichten Karte nannte Wilkes diese schützende Bucht Gig Harbor.
1867 kam Samuel Jerisich nach Gig Harbor und gründete dort mit anderen Einwanderern aus Kroatien, Schweden und Norwegen die erste Siedlung.
Die Fischerei und der Schiffbau waren die wichtigsten Wirtschaftszweige bis zum Bau der Tacoma Narrows Bridge. Die verbesserte Zugänglichkeit beschleunigte das Wirtschaftswachstum in der Gegend. Heute wird Gig Harbor als wohlhabender Vorort von Tacoma angesehen.

## Klima
Die Sommer in Gig Harbor sind mild. Die durchschnittliche Tagestemperatur variiert zwischen 14 und 19 °C. Sie kann jedoch auch bis 25 °C ansteigen. Im Juni 1982 und im Juli 2004 wurden Höchstwerte von 35 °C gemessen.
Die Winter sind regenreich. Feuchtester Monat ist der Dezember mit einer durchschnittlichen Niederschlagsmenge von 150 mm. Kältester Monat ist der Januar mit einer durchschnittlichen Tagestemperatur von 5 °C.
|                        | Jan | Feb  | Mär  | Apr  | Mai  | Jun  | Jul  | Aug  | Sep  | Okt  | Nov  | Dez |   |      |
| Mittl. Temperatur (°C) | 5,0 | 6,1  | 8,3  | 10,6 | 13,9 | 16,1 | 18,9 | 18,9 | 16,1 | 11,7 | 7,8  | 5,0 | ⌀ | 11,6 |
| Mittl. Tagesmax. (°C)  | 8,3 | 10,0 | 12,8 | 15,6 | 18,9 | 21,7 | 24,4 | 25,0 | 21,7 | 16,1 | 11,1 | 8,3 | ⌀ | 16,2 |
| Mittl. Tagesmin. (°C)  | 1,7 | 2,2  | 3,9  | 5,6  | 8,3  | 11,1 | 12,8 | 12,8 | 10,6 | 7,2  | 4,4  | 1,7 | ⌀ | 6,9  |
|                        |     |      |      |      |      |      |      |      |      |      |      |     |   |      |
| Niederschlag (mm)      | 137 | 113  | 106  | 73   | 51   | 40   | 22   | 21   | 36   | 86   | 155  | 150 | Σ | 990  |

| 1,7 |

| 2,2 |

| 3,9 |

| 5,6 |

| 8,3 |

| 11,1 |

| 12,8 |

| 12,8 |

| 10,6 |

| 7,2 |

| 4,4 |

| 1,7 |

| 1,7 |

| 2,2 |

| 3,9 |

| 5,6 |

| 8,3 |

| 11,1 |

| 12,8 |

| 12,8 |

| 10,6 |

| 7,2 |

| 4,4 |

| 1,7 |

## Bevölkerung
Beim United States Census 2000, einer Volkszählung zum Stichtag 1. April 2000, wurden 6465 Einwohner ermittelt. Größte Bevölkerungsgruppe sind die Weißen mit einem Anteil von 94,2 %. Dazu kommen rund 1,8 % Mischlinge, 1,5 % Asiaten, 1,1 % Afroamerikaner, 0,6 % Indianer Nordamerikas einschließlich Alaskas und 0,2 % Pazifische Insulaner.
Das mittlere Einkommen eines Haushaltes lag im Jahr 1999 bei 43.456 Dollar und damit knapp über dem US-Durchschnitt von 41.994 Dollar. Im Vergleich zum US-Durchschnitt von 12,4 % lebten im Jahr 1999 nur 5,4 % Einzelpersonen unterhalb der Armutsgrenze; bei Familien betrug der Anteil 3,5 % (US-Durchschnitt: 9,2 %).

## Persönlichkeiten
- Doris Brown (* 1942), Mittel- und Langstreckenläuferin
- Annalisa Cochrane (* 1996), Schauspielerin